# Fundacja Tumult

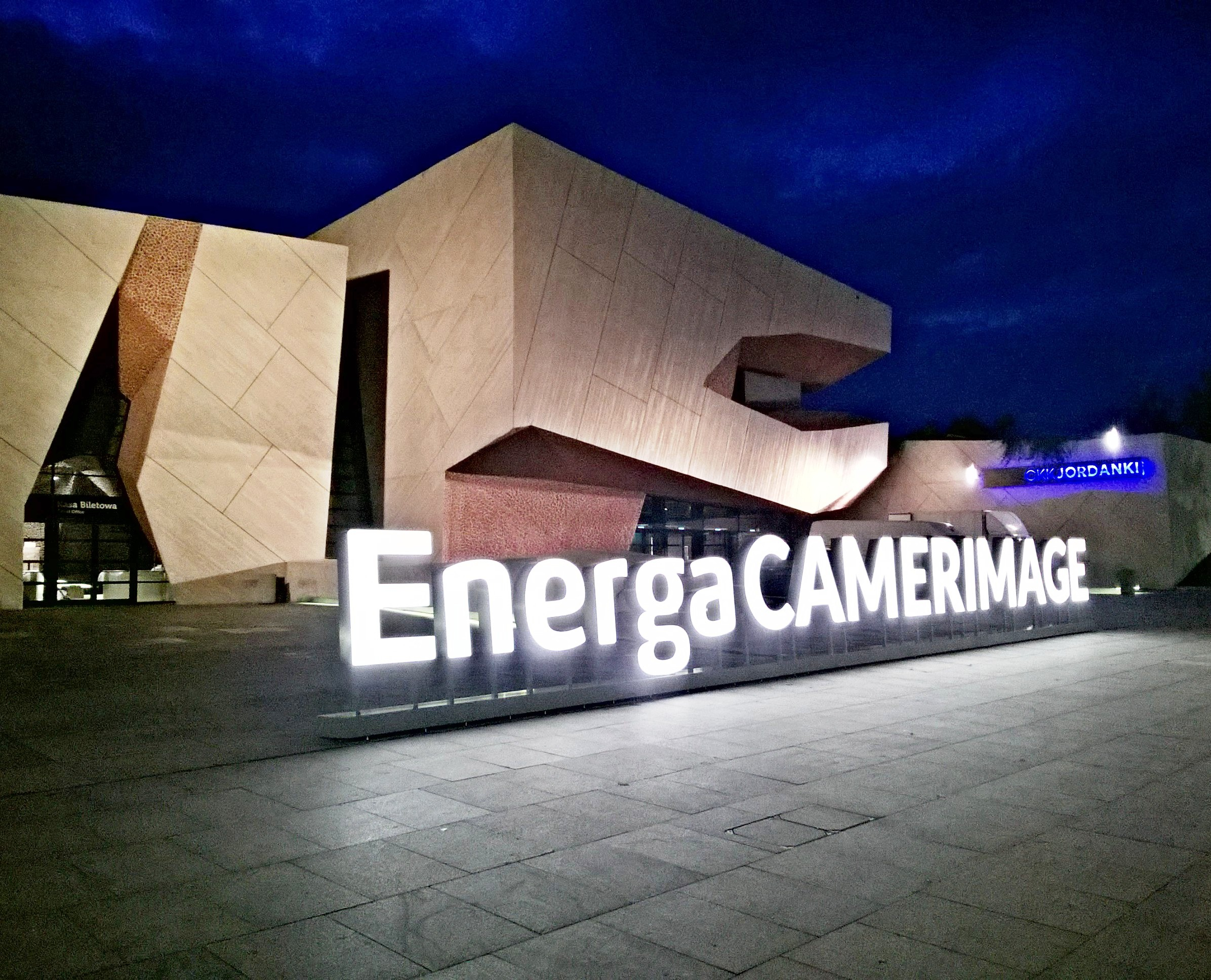
Neon Camerimage przed Centrum Kulturalno-Kongresowym Jordanki w Toruniu, 2019 rok

Fundacja Tumult – polska fundacja założona w 1989 roku, zajmująca się głównie organizacją Międzynarodowego Festiwalu Sztuki Autorów Zdjęć Filmowych CAMERIMAGE (od 1993 roku) oraz realizowaniem działań w zakresie kultury i sztuki oraz nauk humanistycznych.

## Historia
Fundacja została założona przez Marka Żydowicza. Była jedną z pierwszych prywatnych fundacji kulturalnych w Polsce. Swoją siedzibę ma w zaadaptowanym w 1990 roku budynku dawnego zboru ewangelickiego na Rynku Nowomiejskim w Toruniu.
Pierwszym przedsięwzięciem było zorganizowanie w 1989 roku przeglądu toruńskiej plastyki ostatniej dekady zatytułowany „Tumult Toruński '89 – Sztuka poza centrum”. Na wystawie w Muzeum Okręgowym w Toruniu pokazane zostały prace 264 artystów związanych z Toruniem i Wydziałem Sztuk Pięknych Uniwersytetu Mikołaja Kopernika. W późniejszych latach w murach Tulmutu wystawiano prace wielu polskich artystów, m.in. Jana Tajchmana w 2009 roku, a wcześniej m.in. w 2008 roku wystawy zdjęć policyjnych pt. Miasto cieni z początku lat 90. XX wieku, w 2007 roku wystawy fotografii autorstwa Inez Van Lamsweerde i Vinoodh Matadin, przedstawiające akty siedemdziesięcioletniej Sophii Loren oraz Penélope Cruz, Hilary Swank, Naomi Watts i Lou Doillon

## Produkcje filmowe
Fundacja Tumult współpracowała przy produkcji filmów fabularnych: Pan i Władca. Na krańcu świata reż. Petera Weira (2003), Inland Empire reż. Davida Lyncha (2006), Dżej Dżej reż. Macieja Pisarka (2013), 11 minut reż. Jerzego Skolimowskiego (2015), Kantor reż. Jana Hryniaka (2016), Powidoki reż. Andrzeja Wajdy (2016), Dolina Bogów reż. Lecha Majewskiego (2016). Ponadto fundacja współpracowała również przy produkcji filmów krótkometrażowych i dokumentalnych, reportażach telewizyjnych i teledyskach.

## Działalność wydawnicza
Fundacja Tumult jest również wydawnictwem, a w jej ofercie są głównie wydania okolicznościowe.

## Nagrody
22 listopada 2006 roku Fundacja Tumult, na Arts & Business Awards 2006, otrzymała główną nagrodę z dziedziny Mistrzowskie Zarządzanie Kulturą. Tym samym fundacja znalazła się wśród takich laureatów jak Teatr Muzyczny Roma (2005) Teatr Śląski im. St. Wyspiańskiego w Katowicach. 23 października 2009 roku, fundacja została uhonorowana certyfikatem Polskiej Organizacji Turystycznej „Turystyczny produkt roku 2009” (w województwie łódzkim) za festiwal Plus Camerimage.